# Jan Dunselman
Jan Dunselman (Den Helder, 5 augustus 1863 - Amsterdam, 16 januari 1931) was een Nederlandse kunstschilder.

## Leven en werk
Dunselman studeerde aan het Tekeninstituut in Den Helder en trok op zijn 18e naar Antwerpen, waar hij zijn opleiding vervolgde aan een kunstacademie. In 1884 won hij de Prix de Rome voor de schilderkunst samen met Jacobus van Looy; hij maakte vervolgens een studiereis naar Italië en Spanje. Hij werd lid van de katholieke kunstkring De Violier en van Arti et Amicitiae.
Dunselman schilderde historische taferelen en portretten, maar kreeg vooral bekendheid door de vele kruiswegstaties die hij maakte. Hij schilderde de staties op de ruwe achterkant van linoleum, om de structuur van een fresco te benaderen. Voor de Sint-Nicolaaskerk in Amsterdam verzorgde hij naast de kruiswegstatie een groot deel van de beschilderingen in de kerk. Met een aantal onderbrekingen heeft hij hier dertig jaar aan gewerkt. Een aantal keren werkte Dunselman voor de aankleding van kerken samen met zijn broer Kees, die ook schilderde.
Het archief van Jan Dunselman is, samen met dat van zijn broer Kees (ontwerptekeningen voor kerkinterieurs, modeltekeningen, glasnegatieven met foto's van het atelier en een manuscript Verklaring der kerkversiering), ondergebracht bij het Katholiek Documentatie Centrum.

## Kruiswegstaties (selectie)
- Abcoude: H.H. Cosmas en Damianuskerk
- Amsterdam: Sint-Nicolaaskerk
- Den Haag: Onze-Lieve-Vrouw Hemelvaartkerk
- Den Helder: Petrus en Pauluskerk
- Lisse: Sint-Agathakerk
- Nijmegen: Maria Geboortekerk
- Noordwijk: Sint-Jeroenskerk
- Rotterdam: HH. Laurentius- en Elisabethkathedraal
- Schiedam: Liduina Basiliek
- Voorhout: Sint-Bartholomeüskerk